# Dario Dentale
Dario Dentale (* 26. Oktober 1982 in Castellammare di Stabia) ist ein ehemaliger italienischer Ruderer, der 2004 eine olympische Bronzemedaille gewann und zwei Silbermedaillen bei Weltmeisterschaften gewann.

## Sportliche Karriere
Nachdem Dentale 1999 im Vierer mit Steuermann den achten Platz bei den Junioren-Weltmeisterschaften belegt hatte, trat er 2000 im Zweier ohne Steuermann an und gewann eine Bronzemedaille. 2001 ruderte er im italienischen Achter und belegte den elften Platz bei den Weltmeisterschaften in Luzern. 2002 siegte er mit dem Vierer mit Steuermann bei den U23-Weltmeisterschaften. In der Erwachsenenklasse belegte der 2,03 m große Dentale mit dem Achter den fünften Platz bei den Weltmeisterschaften 2002 in Sevilla. 2003 belegte der italienische Achter den siebten Platz bei den Weltmeisterschaften 2003 in Mailand. Für die Olympischen Spiele 2004 in Athen wechselte er in den Vierer ohne Steuermann. Das italienische Boot mit Lorenzo Porzio, Dario Dentale, Luca Agamennoni und Raffaello Leonardo gewann in Athen die Bronzemedaille hinter den Booten aus dem Vereinigten Königreich und aus Kanada.
2005 kehrte Dentale in den Achter zurück. Das italienische Großboot mit Lorenzo Carboncini, Niccolò Mornati, Pierpaolo Frattini, Valerio Pinton, Mario Palmisano, Dario Dentale, Raffaello Leonardo, Carlo Mornati und Steuermann Gaetano Iannuzzi erkämpfte hinter dem US-Boot und vor den Deutschen die Silbermedaille bei den Weltmeisterschaften 2005 in Gifu, nachdem die Italiener in der Weltcup-Saison einmal gewonnen hatten und zweimal den zweiten Platz hinter dem Deutschland-Achter belegt hatten. 2006 bei den Weltmeisterschaften in Eton siegten die Deutschen vor den Italienern mit Lorenzo Carboncini, Niccolò Mornati, Luca Agamennoni, Alessio Sartori, Mario Palmisano, Dario Dentale, Pierpaolo Frattini, Carlo Mornati und Gaetano Iannuzzi und dem Boot aus den Vereinigten Staaten. Nachdem der italienische Achter 2007 den 15. Platz bei den Weltmeisterschaften belegte und damit die Olympiaqualifikation deutlich verfehlte, bildete Dentale 2008 mit Raffaello Leonardo einen Zweier ohne Steuermann; die beiden erreichten den elften Platz bei den Olympischen Spielen 2008 in Peking. 2009 kehrten beide in den Achter zurück und belegten den sechsten Platz bei den Weltmeisterschaften sowie den fünften Platz bei den Europameisterschaften.
Dario Dentale ruderte für Fiamme Gialle, die Sportfördergruppe der Guardia di Finanza.